# Anne Boonchuy
Anne Savisa Boonchuy ( /sɑːviːsɑː_buːntʃɔɪ/; tailandés: แอนน์ สาวิสา บุญช่วย) es la protagonista principal de la serie animada de Disney Channel Amphibia, creada por Matt Braly. Ella es expresada por Brenda Song. El personaje debutó en el piloto, «Anne or Beast?» e hizo su última aparición en el final de la serie, «The Hardest Thing». Anne es una adolescente humana tailandesa-estadounidense que, en su cumpleaños número 13, es transportada mágicamente a Amphibia, junto a sus amigas Sasha y Marcy, por una misteriosa caja de música conocida como la Caja de la Calamidad. A su llegada, una familia antropomórfica de ranas llamada los Plantar la encuentra y, con el tiempo, forman un vínculo. También, es descubierta por la ciudad de Wartwood, que a regañadientes la deja quedarse con ellos.
Anne ha sido bien recibida tanto por la crítica como por el público, quienes elogiaron su personaje, la actuación de Song, su relación y su evolución hacia la mayoría de edad a lo largo de la serie. También fue elogiada por los fanáticos de la serie y es considerada como una de las mejores protagonistas de Disney de todos los tiempos.

## Creación

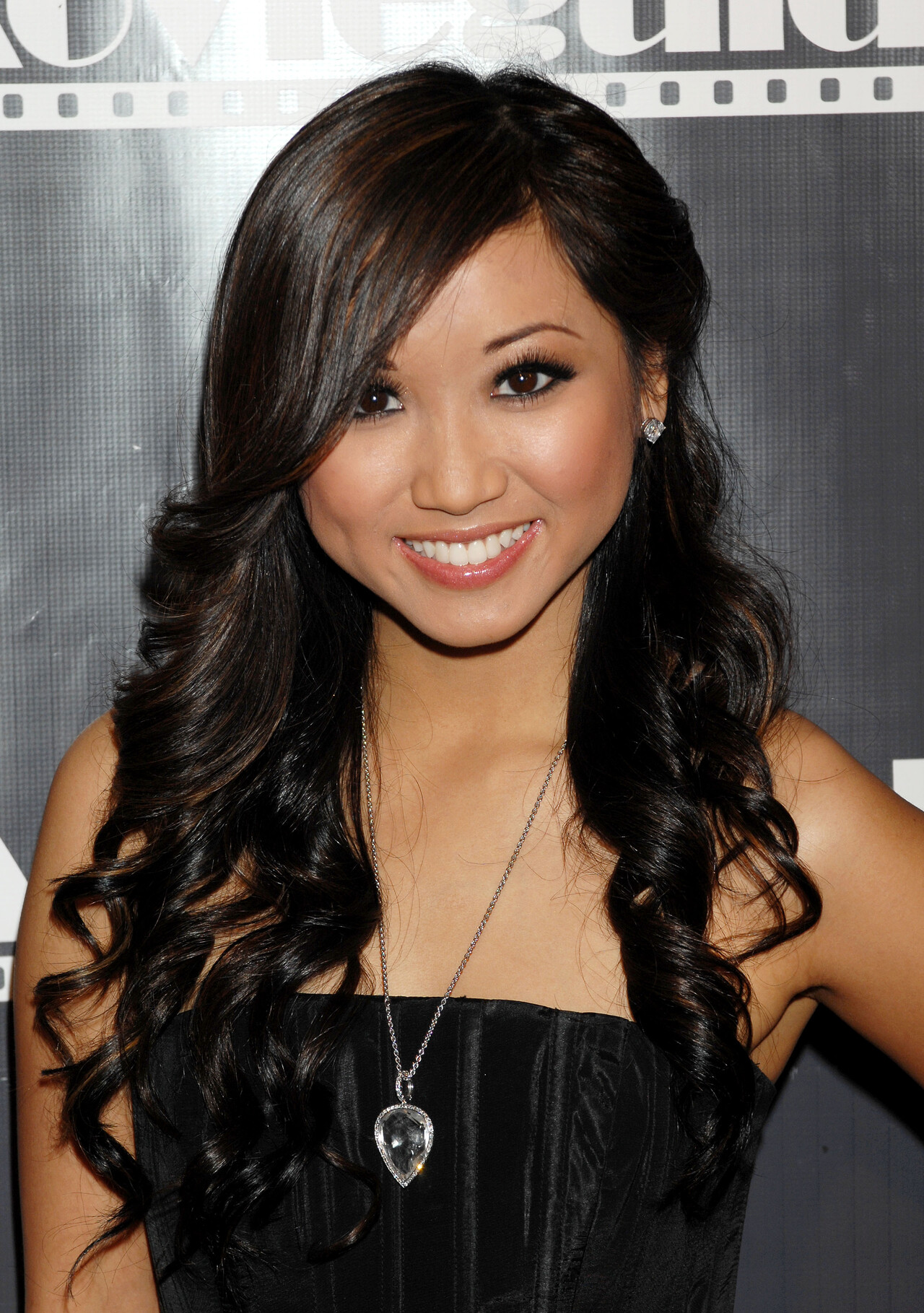
Brenda Song expresó a Anne en la serie.

Según Matt Braly, quería que Anne tuviera un arco similar al personaje de Gravity Falls, Pacifica Northwest,  ya que sentía que «que este personaje cambiara tan drásticamente era muy gratificante, y es por eso que [él] sabía que [él] quería [su] propio programa para tener algo de ese elemento también». Anne, junto con sus mejores amigas Sasha y Marcy, originalmente tenían quince años porque querían que la serie tuviera una sensación de escuela secundaria, pero se redujeron a trece años para atraer a la serie su objetivo demográfico; debido a esto, el trío a menudo realiza acciones más propias de los estudiantes de secundaria, como conducir y tener trabajos de medio tiempo. Matt Braly reveló en un AMA que el diseño de Anne estaba ligeramente influenciado por Pepper Ann, ya que Braly era fan de la serie.
El arte conceptual inicial de James Turner mostraba a Anne con un tono de piel más claro, cabello azul y ropa informal desde el principio. El arte conceptual posterior de Joe Sparrow mostró que Anne iba a tener un peinado mucho más tosco y una personalidad más aburrida en la Tierra. También se mostró que vestía muchos estilos de ropa, incluida una chaqueta SJMS y una camisa más larga. En el piloto del programa, Amphibiland, Anne originalmente iba a lucir ambos zapatos (el otro estaba roto) cuando era transportada a Amphibia. El personaje original de Anne se concibió originalmente como una persona aburrida en la Tierra, antes de ser reinventado por el equipo.
El 27 de marzo de 2019, se reveló que Brenda Song protagonizaría la serie como la voz de Anne. Según Braly, Song improvisó varios chistes durante la grabación.

## Representación tailandesa
Anne es conocida por ser la primera protagonista tailandesa-estadounidense en un programa animado. Braly, que también es tailandés-estadounidense, eligió convertirla en tailandés-estadounidense porque quería más personajes tailandeses en las series de televisión. Según Braly, Anne se inspiró libremente en su abuela cuando era joven. Describió que Anne era tailandesa-estadounidense como «prioridad número uno», ya que quería que los niños tailandeses-estadounidenses se vieran reflejados en la televisión. La temporada 3, ambientada en la Tierra, profundiza aún más en la herencia tailandesa de Anne, incluido un episodio ambientado en un templo tailandés llamado Wat en Los Ángeles. Braly describió la representación del templo en el episodio como «bastante precisa», ya que es importante para él representar la cultura tailandesa con precisión.
El apellido de Anne, Boonchuy (tailandés: บุญช่วย), se traduce aproximadamente como «alguien que alienta o realiza buenas obras» en el idioma tailandés. Esto encaja con su carácter, ya que siempre intenta ayudar a la gente de Wartwood y mejorarse a sí misma. Su segundo nombre, Savisa, lleva el nombre de la prima de Braly, Savisa Bhumiratana.

## Personaje

### Diseño
Anne es una chica alta y esbelta de ascendencia tailandesa. Tiene la piel bronceada y el cabello castaño corto y desordenado que, antes de llegar a Amphibia, se veía relativamente igual. Tiene hojas y una ramita que sobresale en la parte superior como señal de que ella ha vivido allí durante tanto tiempo. Después de regresar a la tierra, se deshizo de todas las hojas y ramitas, pero obtuvo nuevas hojas y ramitas poco después de regresar a Amphibia.
Anne generalmente usa su uniforme escolar que consiste en una falda de color malva y una camiseta gris azulada clara con el escudo de armas de su escuela. Lleva calcetines blancos, pero solo una zapatilla de deporte amarilla y blanca, ya que perdió la otra poco antes de conocer a los Plantar; la otra zapatilla ahora está en posesión del Capitán Grime.

### Personalidad
Anne es descrita como intrépida, egocéntrica y rebelde, como se muestra en el segundo segmento del primer episodio, donde ella y Sprig desobedecen las órdenes de Hop Pop de quedarse en casa y, en cambio, ir al lago a nadar. Se muestra que Anne tiene un lado loco; un buen ejemplo son sus interacciones con Sprig y cualquier otra persona cercana a ella. También es muy enérgica, lo que la ha metido y sacado de problemas. Anne comenzó como una niña un poco engreída que, sin embargo, abrazó sus raíces étnicas. Anne es una entusiasta de la cultura pop con un amor por las películas y los programas de televisión para adultos jóvenes. Como la mayoría de los adolescentes, Anne está obsesionada con su teléfono, a menudo mira programas y juega en él. A pesar de su imprudencia, Anne suele dar buenos consejos. Esto se ve tanto en «Grubhog Day», donde le aconseja a Sprig que le diga a Hop Pop que no quiere cuidar al grubhog, como en «Cursed!», donde le dice a Sprig que simplemente rompa su compromiso con Maddie debido a su miedo a ella.
En el transcurso de la primera temporada, Anne muestra ataques de nostalgia e imprime sus pasatiempos en los Plantar, como su amor por la pizza, su gato Domino, sus hábitos televisivos, su obsesión con las parejas, sus habilidades de restauradora y su destreza para bailar. Según Matt Braly, Anne lee manga, «[probablemente vio] anime», y vio El Señor de los Anillos. Esto se apoya aún más en el episodio «Trip to the Archives», donde Anne grita «¡Zoolibros y manga, aquí vengo!».

## Biografía del personaje ficticio

### Trasfondo
Anne vive con sus padres en Los Ángeles, California y es la mejor amiga de dos chicas llamadas Sasha Waybright y Marcy Wu. En su cumpleaños número 13, sus compañeras la presionan para que robe una misteriosa caja de música que la transporta mágicamente a ella y a sus amigas, Sasha y Marcy, al mundo de Amphibia, una isla tropical pantanosa salvaje llena de anfibios antropomórficos y criaturas amenazantes, donde, ahí, las tres fueron separadas en partes diferentes.

### Primera temporada
Después de vivir en la jungla durante dos semanas, Sprig Plantar la encuentra, y rápidamente se hace amiga de él. El resto de los Plantar y el pueblo de Wartwood la descubren y la dejan quedarse con ellos a regañadientes. Aunque al principio está un poco angustiada con los Plantar, se da cuenta de que quieren cuidarla y hace todo lo posible por complacerlos, especialmente a Sprig, con quien tiene mucho en común. Ella vive en su sótano, que es propenso a inundaciones. Con el tiempo, Anne llega a amar a la familia como propia y no desea que les pase nada malo. Si bien los ciudadanos de Wartwood se burlan abiertamente de ella al principio, poco a poco se entusiasman con ella y la aceptan como uno de ellos después de que ella los protege de los Sapos cobradores de impuestos, que el alcalde había engañado. Después de que los ciudadanos de Wartwood organizan una celebración para ella, Anne se reúne con Sasha, y se entera de que está aliada con los Guerreros Sapos. Anne finalmente se da cuenta de que Sasha la había manipulado a lo largo de su amistad y se ve obligada a luchar contra ella. Luego, se separan, y Anne se angustia por perderla, pero promete arreglar las cosas con ella en el futuro.

### Segunda temporada
Anne y los Plantar dejan Wartwood para encontrar respuestas sobre cómo Anne llegó a Amphibia y cómo puede regresar a casa. Llegan a Newtopia, donde Anne se reencuentra felizmente con Marcy. Inicialmente la protegía, debido a su torpeza, pero ahora ha aceptado que puede cuidarse sola. Se muestra que Anne está un poco celosa de la inteligencia de Marcy, pero se dio cuenta de que era mejor socialmente interactiva que ella. Mientras está en Newtopia, Anne se enfrenta al hecho de que extraña a su madre por encima de todo y que le gustaría estar con ella más que nada en el mundo. Junto con Marcy, llegan a aceptar que, a pesar de que realmente se preocupaba por ellas, Sasha siempre las había menospreciado hasta cierto punto. Sin embargo, la recuperarán a pesar de todo. Al descubrir que la Caja de la Calamidad ha perdido su poder y necesita recargarse (se quedó en Wartwood), Anne se vuelve solemne por dejar a los Plantar, y al ver esto, Marcy le permite volver con ellos para que puedan recuperar la caja juntos y reunirse en el primer templo. Al regresar a Wartwood, Anne revela que es practicante de Muay thai, debido a la insistencia de su madre. Ella se entera de que Hop Pop le mintió sobre la Caja de la Calamidad y se enoja con él. Cuando se entera de que los temores de Hop Pop están relacionados con la muerte de los padres de Sprig y Polly, lo perdona, pero admite que necesita tiempo para sí misma. Más tarde, completa con éxito el segundo templo, no solo admitiendo ser deshonesta, como mentir sobre el robo de la Caja de la Calamidad, sino también demostrando su valentía frente al peligro. Sin embargo, solo carga parcialmente su gema, ya que el tono azul de sus ojos no se ha filtrado por completo y su gema comienza a parpadear. Posteriormente, se reúne con Sasha, aunque acepta a regañadientes su ayuda con el tercer templo.
Cuando Anne descubre las verdaderas intenciones de Andrias con la Caja de la Calamidad, se decide a detenerlo y libera su energía azul inerte que le permite contraatacar. Regresa a su hogar en Los Ángeles, junto con los Plantar y Ranabot.

### Tercera temporada
Anne se reencuentra felizmente con sus padres y les presenta a los Plantar. Sus padres notan que ha madurado significativamente y muestra un mayor aprecio por las cosas que hacen por ella. Incluso cambia su atuendo al regresar a la Tierra. Mientras trata de defenderse de un Cloak-Bot que Andrias envió tras ella, Anne se da cuenta de que todavía tiene la energía de la gema azul dentro de ella, aunque ha decidido disuadirla de usarla, ya que la cansa. Eventualmente, les aclara a sus padres por qué y cómo regresó, y aunque están molestos con ella por ocultarles información, se dan cuenta de que estaba tratando de protegerlos a ellos y a los Plantar. En «Froggy Little Christmas», Anne escribe de forma anónima una carta a los padres de Marcy y Sasha, prometiéndoles llevarlas a casa sanas y salvas.
Después de ponerse un atuendo similar al que usaba cuando llegó por primera vez a Amphibia, Anne finalmente hace las paces con el hecho de que dejará a sus padres nuevamente para regresar a Amphibia. Al regresar, ella y los Plantar encuentran a Amphibia en ruinas. Se reencuentra felizmente con Sasha. A pesar de su insistencia en hacerse cargo de la resistencia contra Andrias, Anne revela que ahora tiene fe en que hará lo correcto. Ella ayuda a derribar una de las fábricas. Posteriormente, se notó que uno de sus zapatos se perdió en un incidente anterior con un pozo de arenas movedizas. Más tarde, Anne acepta el hecho de que ella y Sasha pueden haber influido directamente en las acciones de Marcy, que las enviaron a Amphibia, pero aprende a perdonarla como lo había hecho con Sasha y Hop Pop. Finalmente, sabiendo quién es ella y lo que quiere hacer, Anne lucha contra Andrias y lo derrota, mientras Sasha libera a Marcy. Ella regresa a Amphibia para anunciar la victoria de la Resistencia, solo para presenciar la caída de la luna hacia ellos.
Al darse cuenta de que la luna se está cayendo debido al Núcleo, Anne, Sasha y Marcy están imbuidas de los poderes de las gemas, para hacerla retroceder. Al no poder hacerlo, Anne absorbe todos los poderes de las gemas y destruye la luna y el Núcleo, pero pierde la vida en el proceso. Se encuentra con el Guardián de las Gemas, quien le ofrece reemplazarla como la nueva guardiana, pero ella lo rechaza porque todavía es una adolescente y no tiene la sabiduría para vigilar el universo. La entidad está de acuerdo y revive a Anne, donde felizmente se reúne con sus amigos. Tiene un último adiós con los Plantar antes de regresar a casa junto a Sasha y Marcy. Diez años después, Anne se ha convertido en herpetóloga y trabaja en el Acuario del Pacífico, donde cuida a una rana rosa llamada Sprig.

## Recepción
El personaje de Anne y la actuación de Song recibieron una fuerte recepción positiva tanto de los críticos como de los fanáticos del programa. Pio Nepomuceno de Screen Rant la catalogó como uno de los mejores personajes de Amphibia, afirmando que «al igual que muchas historias sobre la mayoría de edad, Anne comenzó como una adolescente amable pero irresponsable que estaba ansiosa por complacer a sus amigos incluso en ella gasto propio».

## En otros medios
Se puede ver una imagen de Anne al final del episodio King's Tide de The Owl House, cuando Camila Noceda está cocinando con su tableta abierta, en un artículo que dice «¿¿Una chica perdida en la tierra de las ranas?? ¿¿Engaño??». Más tarde, aparecería en forma de Chibi, en la serie animada basada en los cortos «Chibi Tiny Tales», Chibiverse.